# Carlos Cazorla
Carlos Alberto Cazorla Medina (Las Palmas de Gran Canaria, 7 febbraio 1977) è un ex cestista spagnolo, professionista nella Liga ACB.

## Carriera
Con la Spagna ha disputato i Giochi del Mediterraneo di Tunisi 2001.

## Palmarès
- Coppa d'Europa: 1

Saski Baskonia: 1995-96
- Copa Príncipe de Asturias: 1

Alicante: 2009